# چشم بد دور (فیلم ۲۰۱۳)
«چشم بد دور» (انگلیسی: Chashme Baddoor) فیلمی هندی در سبک زوج هنری به کارگردانی دیوید داوان است که در سال ۲۰۱۳ منتشر شد. از بازیگران آن می‌توان به علی ظفر، سیدارت نارایان، تاپسی پانو، سیدارت نارایان، ریشی کاپور ، انوپم کهیر، لیلیت دوبی و بهاراتی آچرکاراشاره کرد.